# 1896년 하계 올림픽 프랑스 선수단
1896년 하계 올림픽 프랑스 선수단은 그리스 아테네에서 개최된 1896년 하계 올림픽에 참가한 올림픽 프랑스 선수단이다. 6개 종목에 선수 13명이 참가하였다.

## 메달 집계

### 종목별 메달 집계
| 종목   |   |   |   | 합계 |
| 사이클 | 4 | 1 | 1 | 6    |
| 펜싱   | 1 | 2 | 0 | 3    |
| 육상   | 0 | 1 | 1 | 2    |
| 합계   | 5 | 4 | 2 | 11   |

### 메달리스트
| 메달 | 선수                 | 종목   | 세부 종목          | 날짜     |
| ---- | -------------------- | ------ | ------------------ | -------- |
|      | 외젠 앙리 그라벨로트 | 펜싱   | 남자 플뢰레 개인전 | 4월 7일  |
|      | 레온 플라멩          | 사이클 | 남자 100km         | 4월 8일  |
|      | 폴 마송              | 사이클 | 남자 스프린트      | 4월 11일 |
|      | 폴 마송              | 사이클 | 남자 10km          | 4월 11일 |
|      | 폴 마송              | 사이클 | 남자 독주          | 4월 12일 |
|      | 알렉산드레 투페리    | 육상   | 남자 세단뛰기      | 4월 6일  |
|      | 장 모리스 페로네     | 펜싱   | 남자 마스터 플뢰레 | 4월 7일  |
|      | 앙리 칼로            | 펜싱   | 남자 플뢰레 개인전 | 4월 7일  |
|      | 알뱅 레르뮈지오      | 육상   | 남자 1500m         | 4월 7일  |
|      | 레온 플라멩          | 사이클 | 남자 스프린트      | 4월 11일 |

## 사격
| 선수            | 세부 종목     | 점수 | 순위 |
| 점수            | 순위          |      |      |
| 알뱅 레르뮈지오 | 200m 군사소총 | 불명 | 불명 |

## 사이클

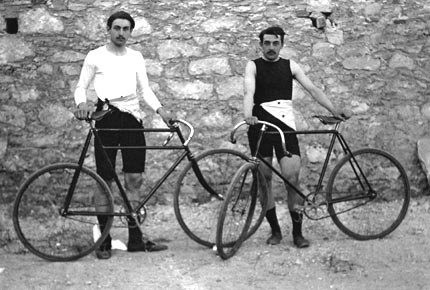
레온 플라멩과 폴 마송

| 선수        | 세부 종목 | 기록      | 순위 |
| 레온 플라멩 | 333m      | 27초      | 5    |
| 레온 플라멩 | 스프린트  | 불명      | 3    |
| 레온 플라멩 | 10km      | 17:54.2   | 2    |
| 레온 플라멩 | 100km     | 3:08:19.2 | 1    |
| 폴 마송     | 333m      | 24초      | 1    |
| 폴 마송     | 스프린트  | 4:58.2    | 1    |
| 폴 마송     | 10km      | 17:54.2   | 1    |

## 육상
트랙 / 도로 경기
| 선수                  | 세부 종목 | 예선   | 예선 | 결선      | 결선      |
| 선수                  | 세부 종목 | 기록   | 순위 | 기록      | 순위      |
| 알뱅 레르뮈지오       | 800m      | 2:16.6 | 1 Q  | -         | DNF       |
| 알뱅 레르뮈지오       | 1500m     |        |      | 4:36.0    | 3         |
| 알퐁스 그리셀         | 100m      | 불명   | 4    | 진출 실패 | 진출 실패 |
| 알퐁스 그리셀         | 400m      | 불명   | 불명 | 진출 실패 | 진출 실패 |
| 조르주 드 라 네지에르 | 800m      | 불명   | 3    | 진출 실패 | 진출 실패 |
| 프랑츠 레셸           | 400m      | 불명   | 3    | 진출 실패 | 진출 실패 |
| 프랑츠 레셸           | 110m 허들 | 불명   | 2 Q  | -         | DNF       |
| 소크라티스 라구다키스 | 마라톤    |        |      | 불명      | 9         |
| 알뱅 레르뮈지오       | 마라톤    |        |      | 32 km     | DNF       |

필드 경기
| 선수              | 세부 종목  | 기록  | 순위 |
| 알렉산드레 투페리 | 멀리뛰기   | 불명  | 불명 |
| 알렉산드레 투페리 | 세단뛰기   | 12.70 | 2    |
| 알퐁스 그리셀     | 멀리뛰기   | 불명  | 불명 |
| 알퐁스 그리셀     | 원반던지기 | 불명  | 불명 |

## 체조
| 선수          | 세부 종목 | 기록 | 순위 |
| 알퐁스 그리셀 | 평행봉    | 불명 | 불명 |

## 테니스
| 선수   | 종목 | 예선                      | 예선 | 준준결승  | 준준결승  | 준결승    | 준결승    | 결승      | 결승      | 순위 |
| 선수   | 종목 | 상대선수                  | 결과 | 상대선수  | 결과      | 상대선수  | 결과      | 상대선수  | 결과      | 순위 |
| ------ | ---- | ------------------------- | ---- | --------- | --------- | --------- | --------- | --------- | --------- | ---- |
| 드페르 | 단식 | 디오니시오스 카스다글리스 | 패   | 진출 실패 | 진출 실패 | 진출 실패 | 진출 실패 | 진출 실패 | 진출 실패 | 8    |

## 펜싱
| 선수             | 세부 종목     | 예선                             | 결선   | 결승                        | 최종 순위           |        |   |
| 선수             | 세부 종목     | 승패                             | 승패   | 상대 선수 결과              | 최종 순위           |        |   |
| 앙리 델라보드    | 플뢰레 개인전 | 1승 2패                          |        | 진출 실패                   | 5                   |        |   |
| 앙리 칼로        | 플뢰레 개인전 | 3승                              |        | 외젠 앙리 그라벨로트 패 2-3 | 2                   |        |   |
| 앙리 칼로        | 플뢰레 개인전 | 아타나시오스 부로스              | 승 3-2 | 1 Q                         | 앙리 칼로           | 승 3-2 | 1 |
| 앙리 칼로        | 플뢰레 개인전 | 콘스탄티노스 콤니노스 밀리오티스 | 승 3-2 | 1 Q                         | 앙리 칼로           | 승 3-2 | 1 |
| 앙리 칼로        | 플뢰레 개인전 | 게오르기오스 발라카키스          | 승 3-1 | 1 Q                         | 앙리 칼로           | 승 3-2 | 1 |
| 장 모리스 페로네 | 마스터 플뢰레 |                                  |        |                             | 레오니다스 피르고스 | 패 1-3 | 2 |

## 참고 문헌
- Lampros, S.P.; Polites, N.G.; De Coubertin, Pierre; Philemon, P.J.; & Anninos, C. (1897). 《The Olympic Games: BC 776 – AD 1896》 (PDF). Athens: Charles Beck. 2013년 1월 16일에 원본 문서 (PDF)에서 보존된 문서. 2010년 4월 12일에 확인함.
- Mallon, Bill; & Widlund, Ture (1998). 《The 1896 Olympic Games. Results for All Competitors in All Events, with Commentary》 (PDF). Jefferson: McFarland. ISBN 0-7864-0379-9. 2011년 5월 14일에 원본 문서 (PDF)에서 보존된 문서. 2018년 11월 26일에 확인함.
- Smith, Michael Llewellyn (2004). 《Olympics in Athens 1896. The Invention of the Modern Olympic Games》. London: Profile Books. ISBN 1-86197-342-X.